# Fort Médoc
Le fort Médoc est un complexe militaire situé sur la commune de Cussac-Fort-Médoc, dans le département français de la Gironde. Ses travaux de terrassement commencent en 1689 et ceux de construction en 1691. Ils sont réalisés par l'architecte Pierre Duplessy-Michel et l'ingénieur Ferry sous la direction de Vauban.
Conçu comme un des éléments du « verrou » destiné à protéger Bordeaux des risques d'attaques militaires par voie fluviale, le fort, établi sur la rive gauche de l'estuaire de la Gironde, complète le dispositif défensif constitué par le fort Paté, sur l'île Paté, et la citadelle de Blaye, située sur la rive droite de la Gironde.
Typique du modèle de fortification réalisé par le stratège français, le site est partiellement inscrit monument historique en 1956 et partiellement classé en 1968 avant d'être classé en totalité en 2008,.
Le 7 juillet 2008, le fort Médoc (avec la citadelle de Blaye et le fort Paté) est l'un des douze sites intégrés au réseau des sites majeurs de Vauban, promu au patrimoine mondial de l'UNESCO,.

## Présentation
L'estuaire de la Gironde, le plus grand d'Europe, est une voie de communication naturelle favorisant les échanges commerciaux et faisant de Bordeaux un port prospère dès le Moyen Âge. Mais il est également un lieu de conflits militaires : incursion des Vikings, batailles liées à la guerre de Cent Ans. Si le fleuve, ouvert sur la cité girondine, en garantit l'essor économique, il n'en représente pas moins une menace en ouvrant la voie aux navires des puissances ennemies, .
Ce projet de triptyque[Quoi ?] permet également d'éviter que Bordeaux « ne fasse la gueuse » (pour reprendre l'expression de Vauban) c'est-à-dire qu'elle cesse de se vendre à l'ennemi du royaume, qu'il soit Anglais pendant la guerre de Cent ans ou encore Espagnol pendant les périodes de Fronde et de Ligue.
Pour contrôler cette voie d'accès et renforcer l'autorité de la monarchie, le roi Louis XIV demande à Vauban, alors commissaire général aux fortifications, d'améliorer la défense de Blaye, promontoire déjà militarisé situé sur la rive droite à 30 km en aval de Bordeaux et à 60 km de l'océan. Lors de sa visite du site en 1685, Vauban prend conscience de sa situation stratégique. Pendant la Fronde, à plusieurs reprises, Claude de Rouvroy, duc de Saint-Simon et gouverneur de Blaye, émet l'idée que pour rendre Bordeaux imprenable par voie fluviale, il faut « verrouiller l'estuaire ». Vauban reprend l'idée à son compte.
Ce projet de défense militaire de l'estuaire de la Gironde s'inscrit dans un programme plus vaste dirigé par Vauban à la demande de Louis XIV, visant à mettre en place une véritable « ceinture de fer » sur l'ensemble des frontières du royaume de France. Vauban réalisera ainsi au total près de 160 ouvrages fortifiés et adapte la défense des places fortes existantes aux progrès de l'artillerie.

### Conception et réalisation
Vauban part du constat que la portée des canons ne permet pas de couvrir les 3 km de large de l'estuaire face à Blaye. Il projette ainsi de construire une tour au milieu de la Gironde sur une petite île appelée alors « île de Saint Simon » et qui deviendra l'île Pâté, et sur la rive gauche, un fort à quatre bastions, le Fort Médoc. Louis XIV, convaincu par le projet, ordonne les travaux de construction du Fort Médoc en 1689.
Sa construction débute non loin de Cussac sur un terrain alluvial isolé et très bas, en zone marécageuse, occupant une surface d'environ 25 hectares. Le terrain, grand pré sableux ouvert sur le fleuve, est meuble, cerné par les prairies humides et submergé lors des grandes marées. Chargé des travaux, Ferry, ingénieur du roi, fait terrasser une assise stable. C'est sur cet îlot séparé de la terre ferme par des fossés qu'il fait construire l'ensemble du fort, qui ne disposera d'aucune installation souterraine en raison de la nature meuble du sol.
De plan trapézoïdal, le Fort Médoc, axé perpendiculairement à la rive, est flanqué aux quatre angles de bastions reliés par des courtines.  L'entrée principale, au niveau du corps de garde royal, se compose d'une majestueuse porte royale, dont le traitement décoratif sert le prestige du roi soleil ; elle est défendue par une demi-lune. À l'opposé, côté fleuve, le corps de garde de la Mer protège l'accès du fort ; sa batterie, tournée vers Blaye, est le dispositif essentiel du fort.
Pour empêcher que le fort soit pris à revers par un simple débarquement, il est nécessaire d'ériger un bâtiment capable de résister à une offensive. Ce vaste ensemble est protégé grâce à un fossé inondable par des écluses et alimenté par les eaux du fleuve, un chemin couvert, puis un avant-fossé.
À l'intérieur de la place, sont érigées deux lignes parallèles de casernement comportant jadis chacune 40 chambres contenant trois à quatre lits. Ayant servi de carrière de pierres dans l'entre-deux-guerres, ces bâtiments sont aujourd'hui à l'état de vestiges. À l'extrémité de la caserne sud, on installe la chapelle et les appartements de l'aumônier et à l'extrémité de la caserne nord, on construit la boulangerie avec ses deux fours à pain mais aussi les locaux du « chirurgien » de la garnison. Le corps de garde royal, d'architecture classique, est le bâtiment principal du fort. Un magasin à poudre est construit à l'écart.
Au total, 300 soldats peuvent loger dans le fort, mais jamais la garnison n'a atteint ce chiffre, .

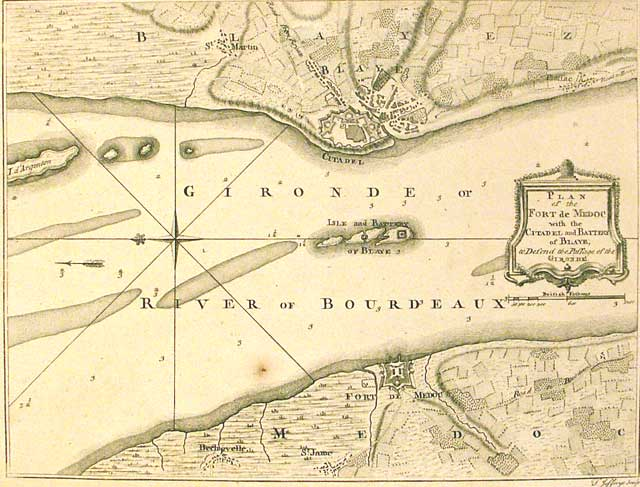
Carte de l'estuaire de la Gironde et son système défensif, appelé « verrou », entre la citadelle de Blaye, le Fort Pâté et le Fort Médoc
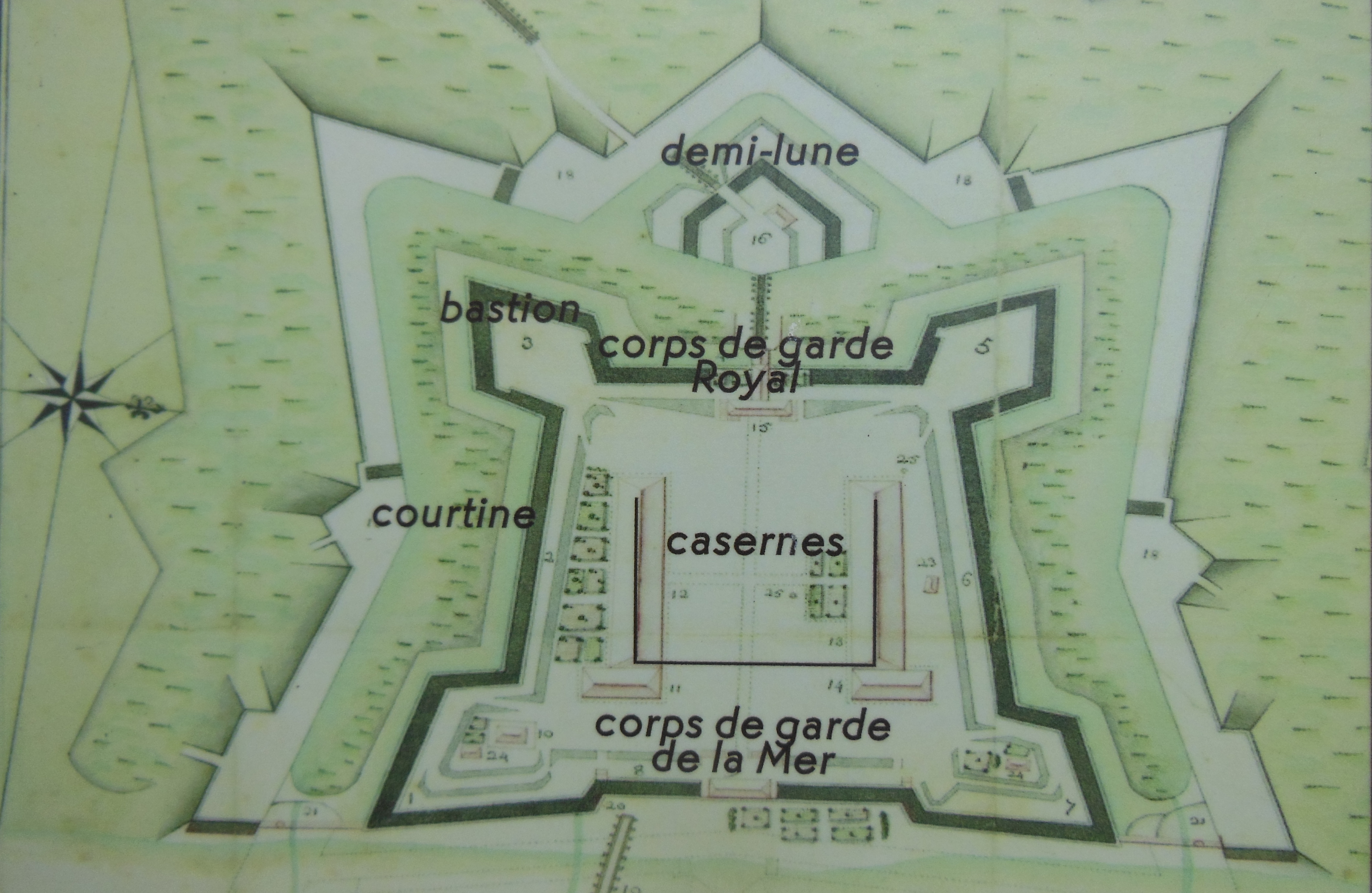
Plan du Fort Médoc

Au cours de son histoire, le rôle militaire du Fort Médoc est tout à fait négligeable. Il ne subit en effet aucune attaque. En 1716, treize canons de calibre 6 et 8 avec peu de boulets équipent l'ouvrage. En 1789, seulement quelques hommes, pour la plupart des soldats invalides, et trois vieux canons, occupent encore les lieux.
Après des périodes d'abandon puis de restauration, le site est déclassé par l'armée en 1916. Il devient propriété de la commune de Cussac en 1930. L'association des Amis du Fort Médoc, créée en 1996, entreprend des actions communes avec la mairie pour réhabiliter le site, alors à l'abandon depuis trente ans.

### Éléments architecturaux
La porte royale
Orientée vers l'ouest, elle est le seul accès au fort. Elle est décorée par le sculpteur bordelais Pierre Berquin et doit manifester la puissance et le prestige de la monarchie.
Le fronton au sommet représente le roi soleil, symbole de Louis XIV. Sur le tympan curviligne, deux atlantes soutiennent un écu royal orné de trois fleurs de lys, surmonté d'une couronne et entouré de la chaîne du Saint-Esprit dont la médaille pend et sur laquelle se trouve la colombe, tête dirigée vers le bas, qui symboliquement représente la relation entre l'esprit et la matière. Les atlantes, colosses agenouillés, représentent les ennemis écrasés par la puissance militaire de la monarchie.
Malgré son apparat, l'entrée garde une fonction défensive. Une lourde porte de chêne ouvre sur un passage voûté, jadis barré d'une herse et flanqué de meurtrières. Une seconde porte, ajourée de croisillons pour permettre le tir, donne sur le fort proprement dit.

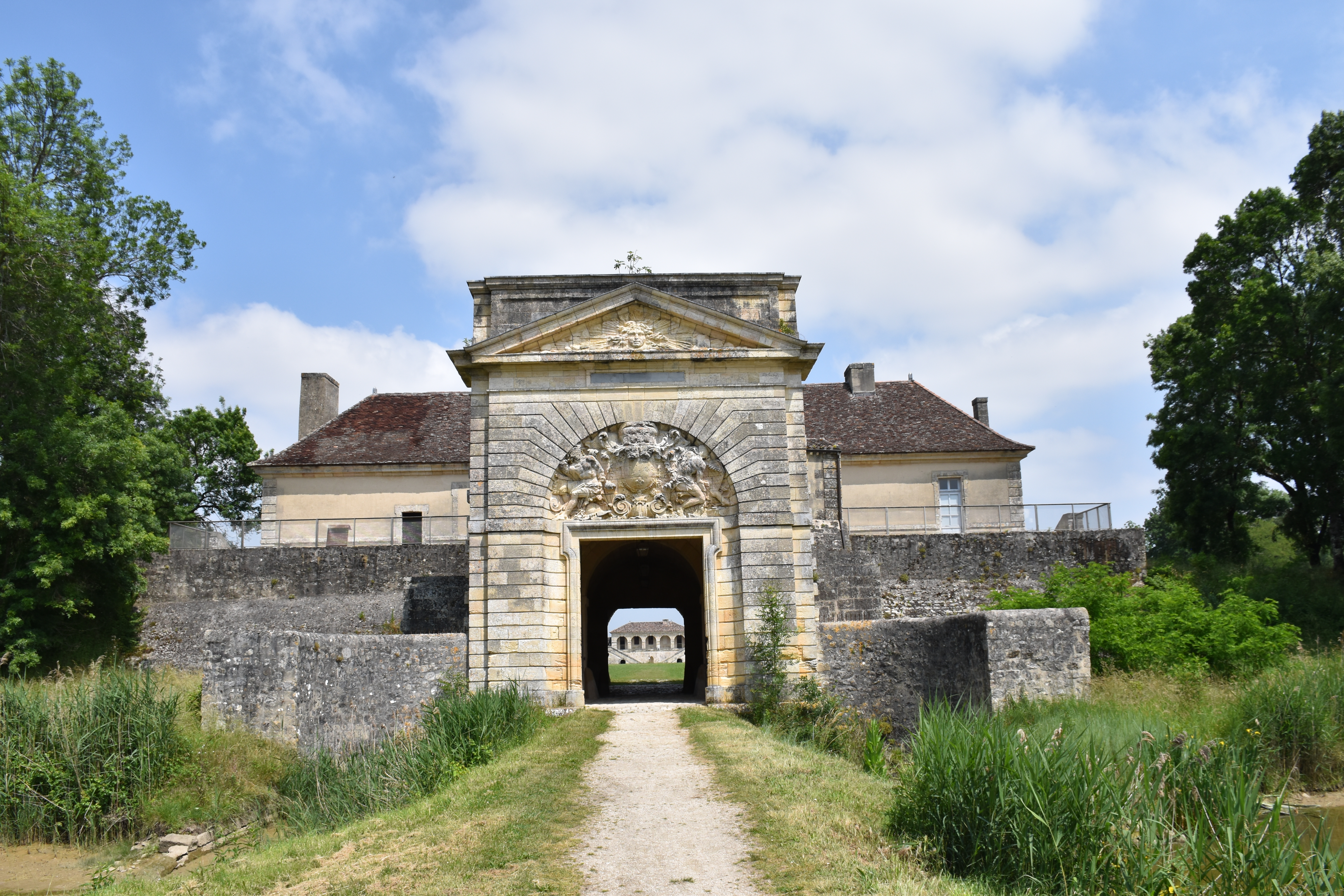
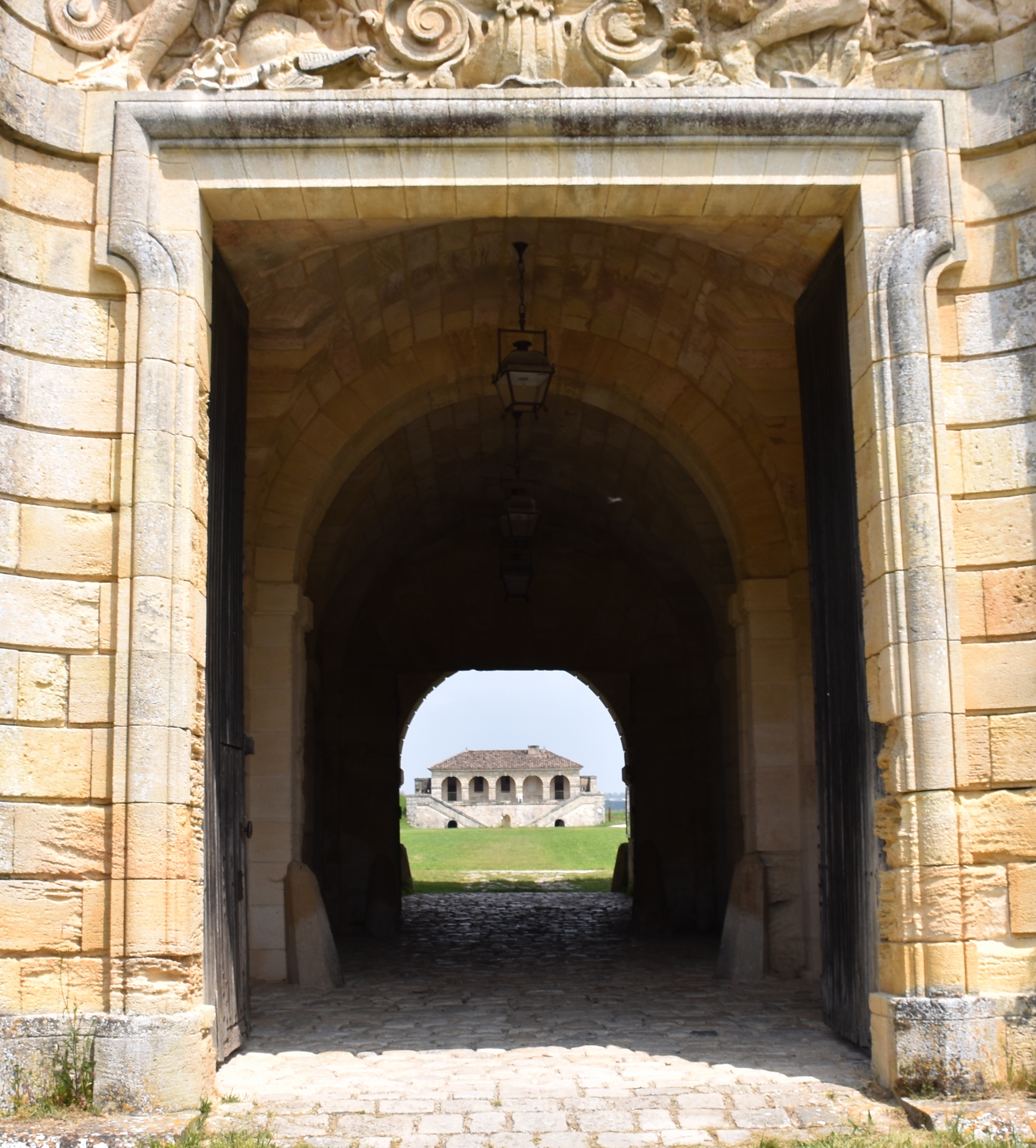
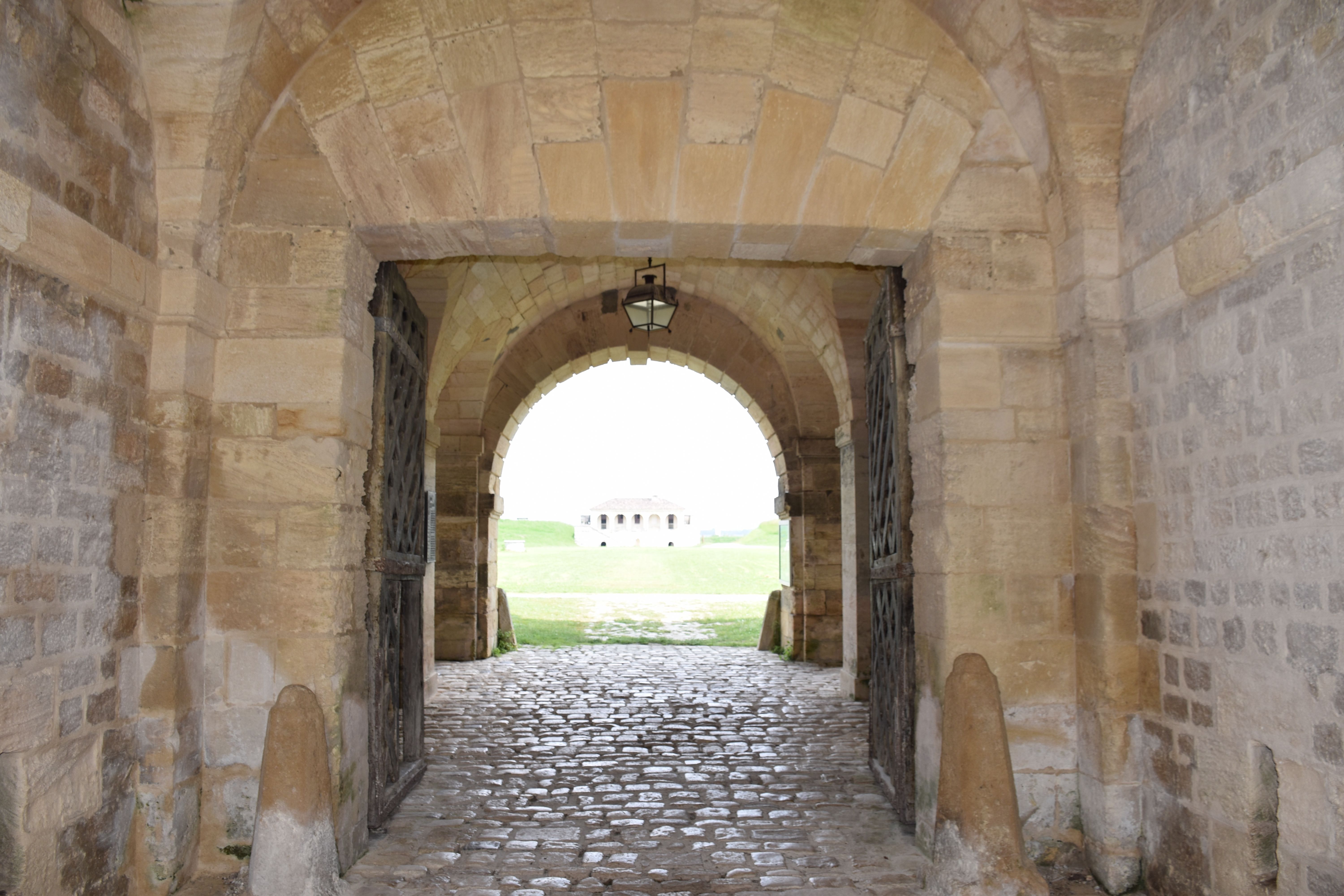
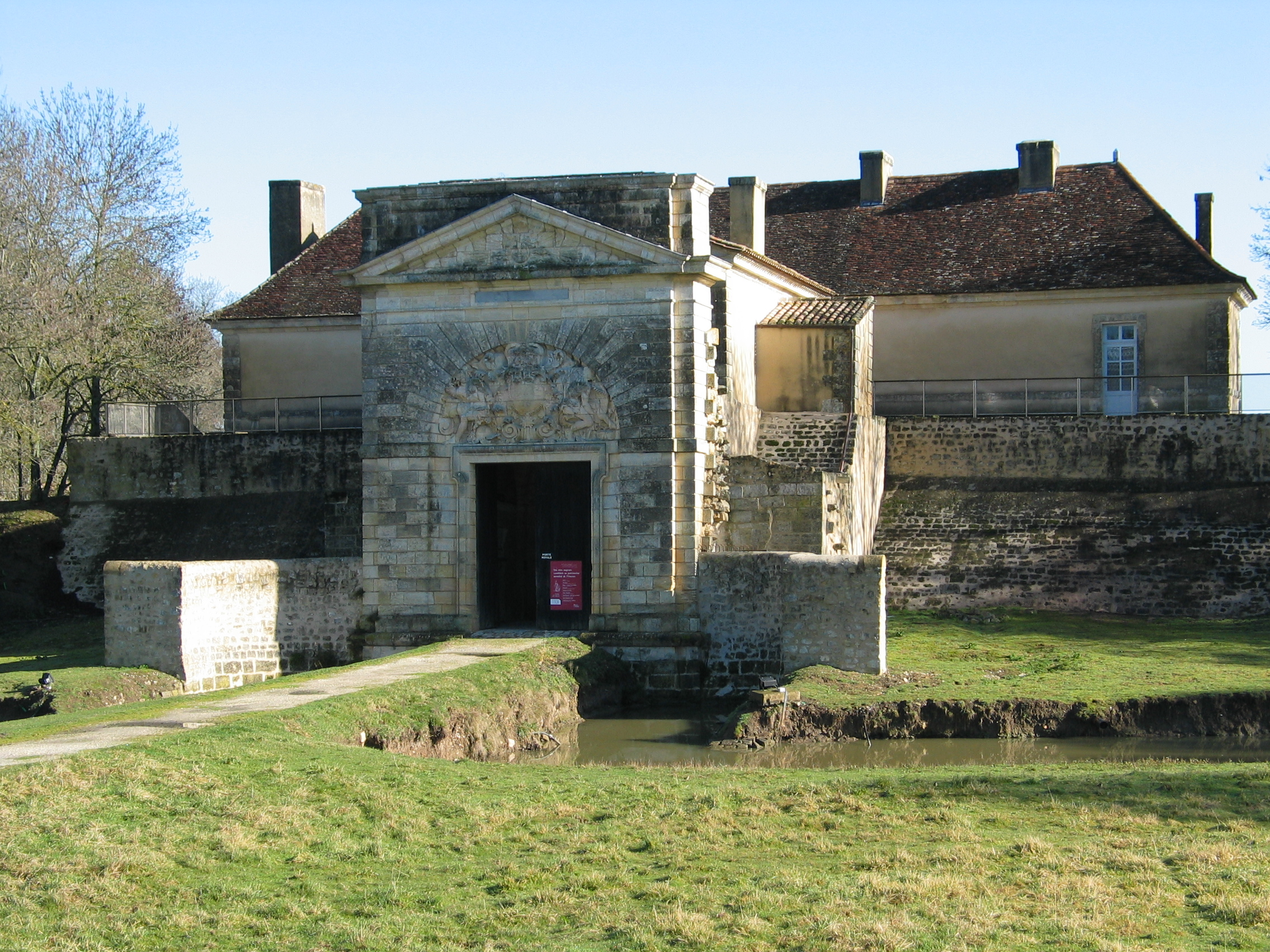
La porte royale, entrée du Fort Médoc
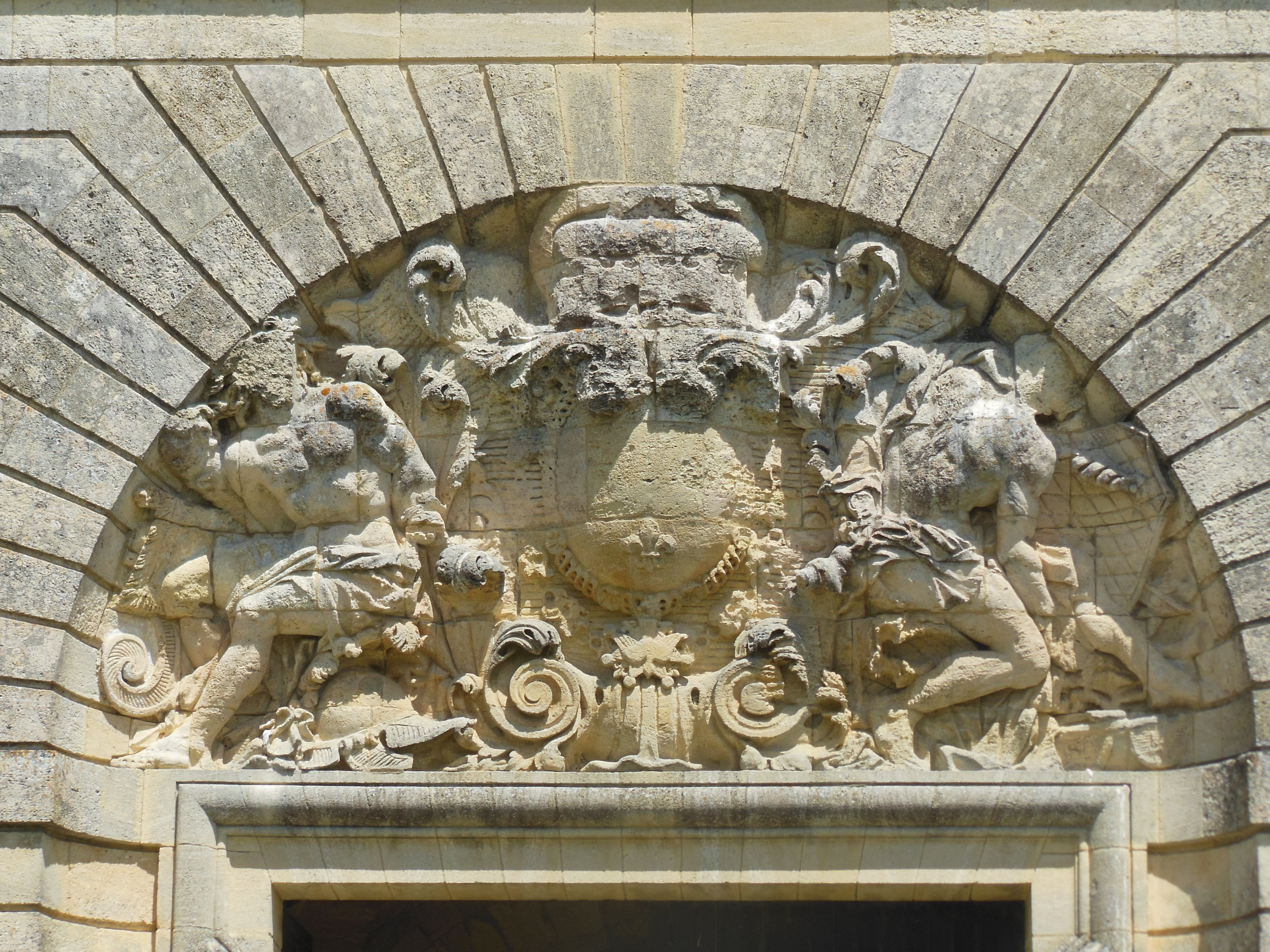
Tympan portant les armoiries, l'écu à fleurs de lys, les atlantes
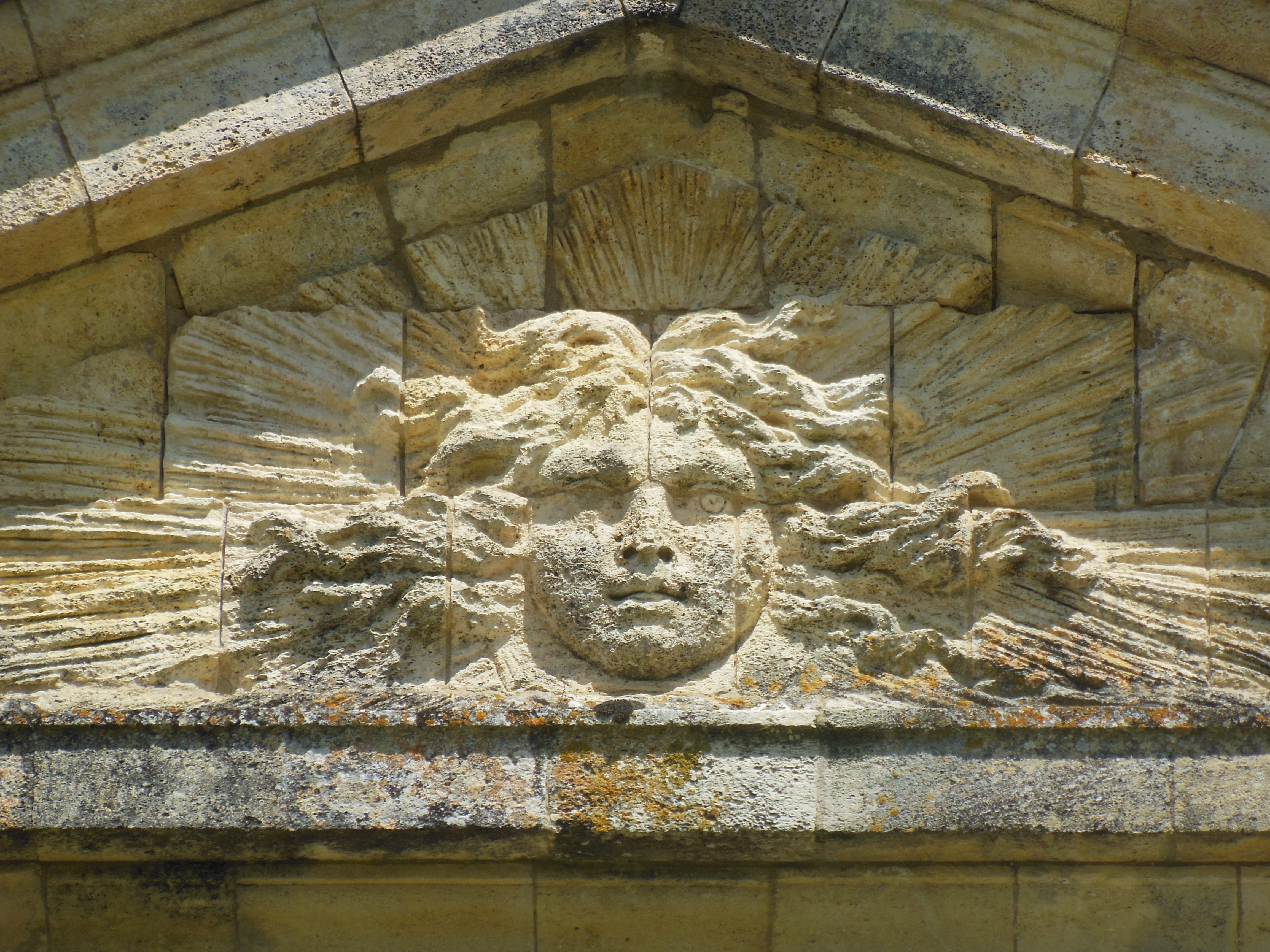
Fronton orné de la figure du roi soleil

En 1956, un propriétaire médocain veut acheter cette porte pour l'installer dans son domaine. Le maire de l'époque et le conseil municipal s'y opposent et entament une procédure de protection du site au titre des monuments historiques.
Corps de garde royal
On entre dans le corps de garde par un passage avec un système de défense constitué de trois obstacles. En premier lieu, la porte d'entrée en bois du fort, puis la herse manœuvrée depuis la chambre des orgues qui se trouve à l'étage et finalement, on peut voir les meurtrières percées de chaque côté du couloir d'où l'on tire depuis les salles souterraines dont les entrées se trouvent sous les escaliers latéraux, escaliers qui donnent accès au corps de garde. La porte à croisillons ne constituait pas un obstacle en soi et le portillon qui en donnait l'accès a disparu.

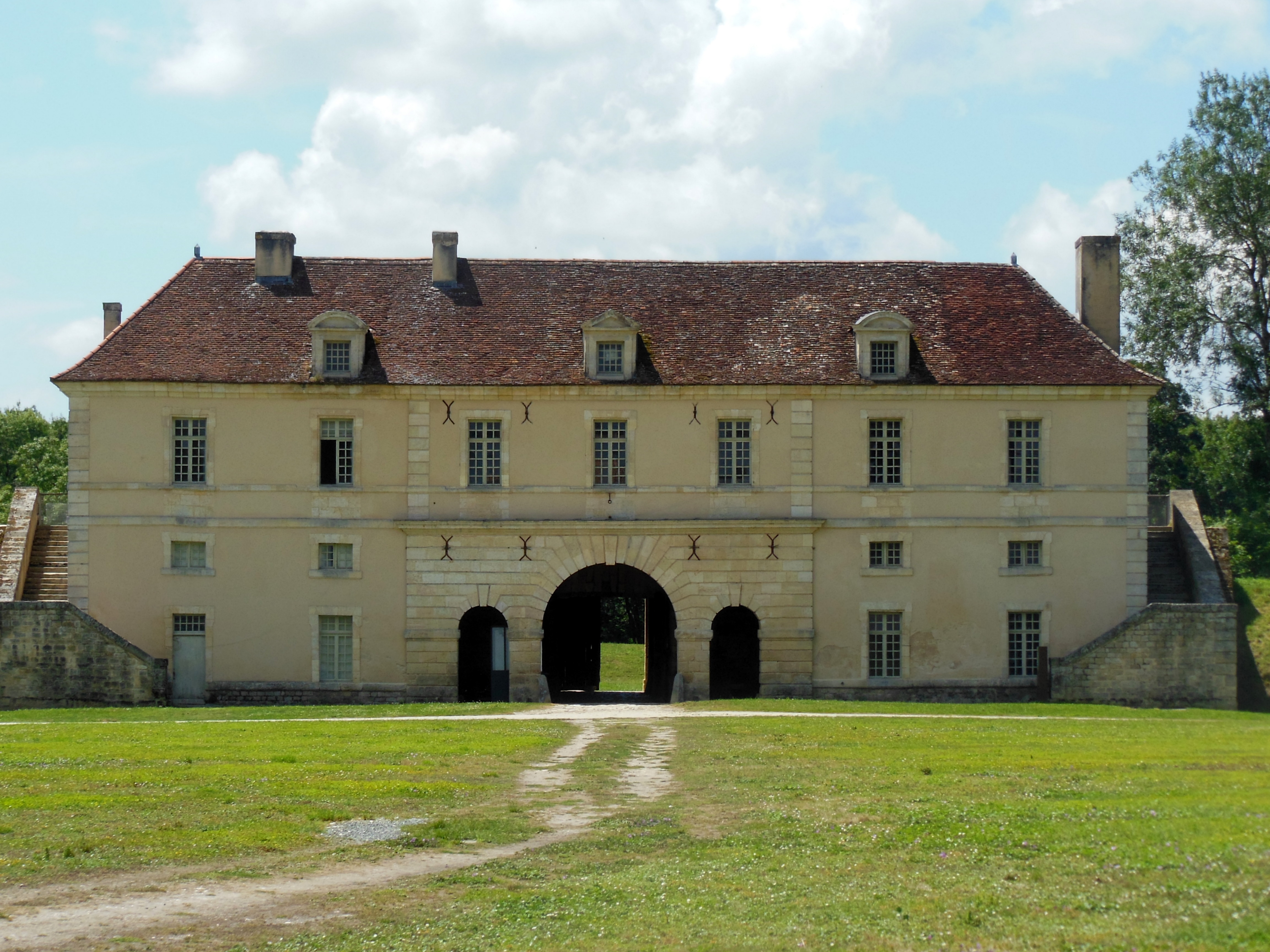
Corps de garde royal
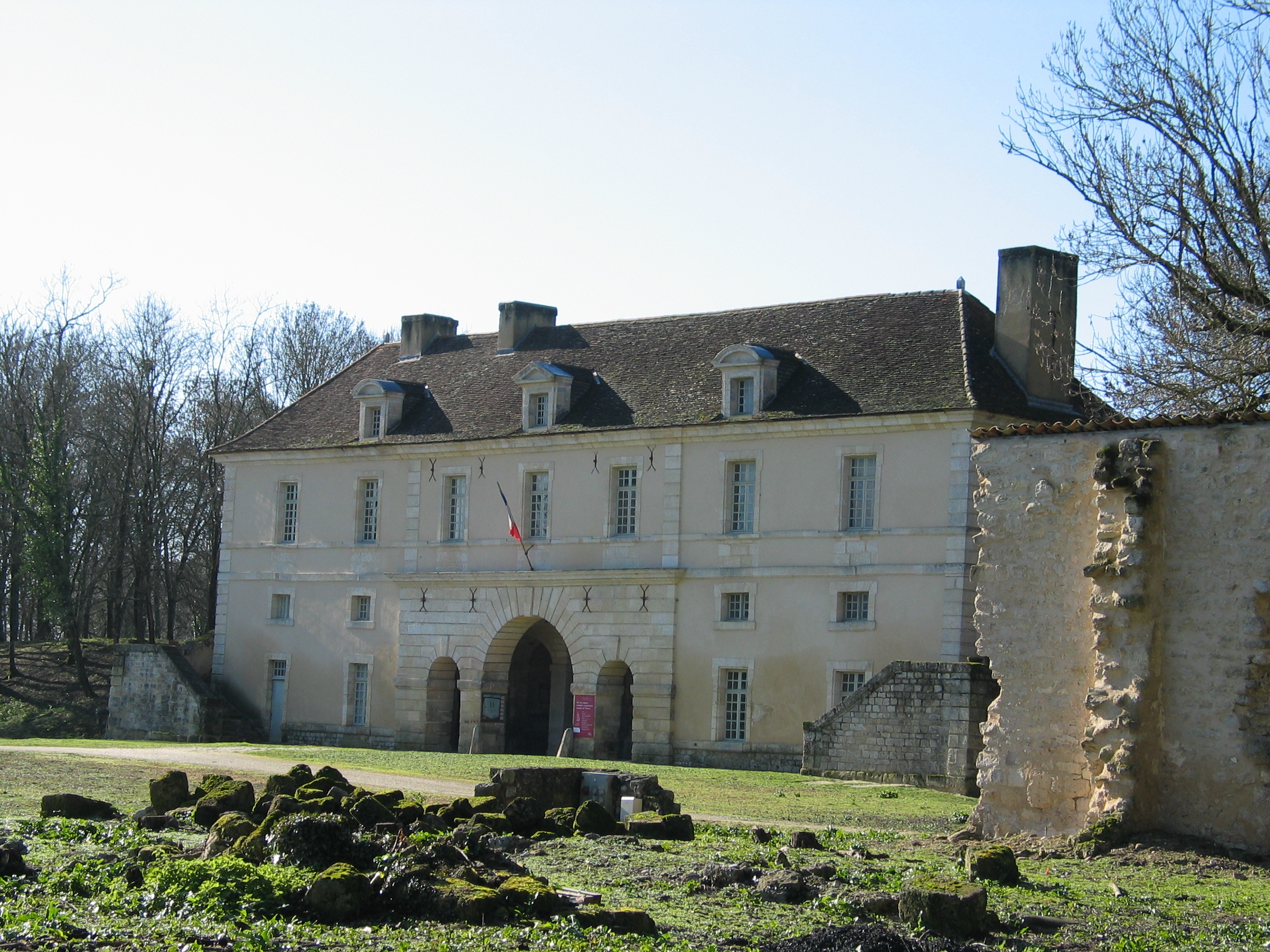
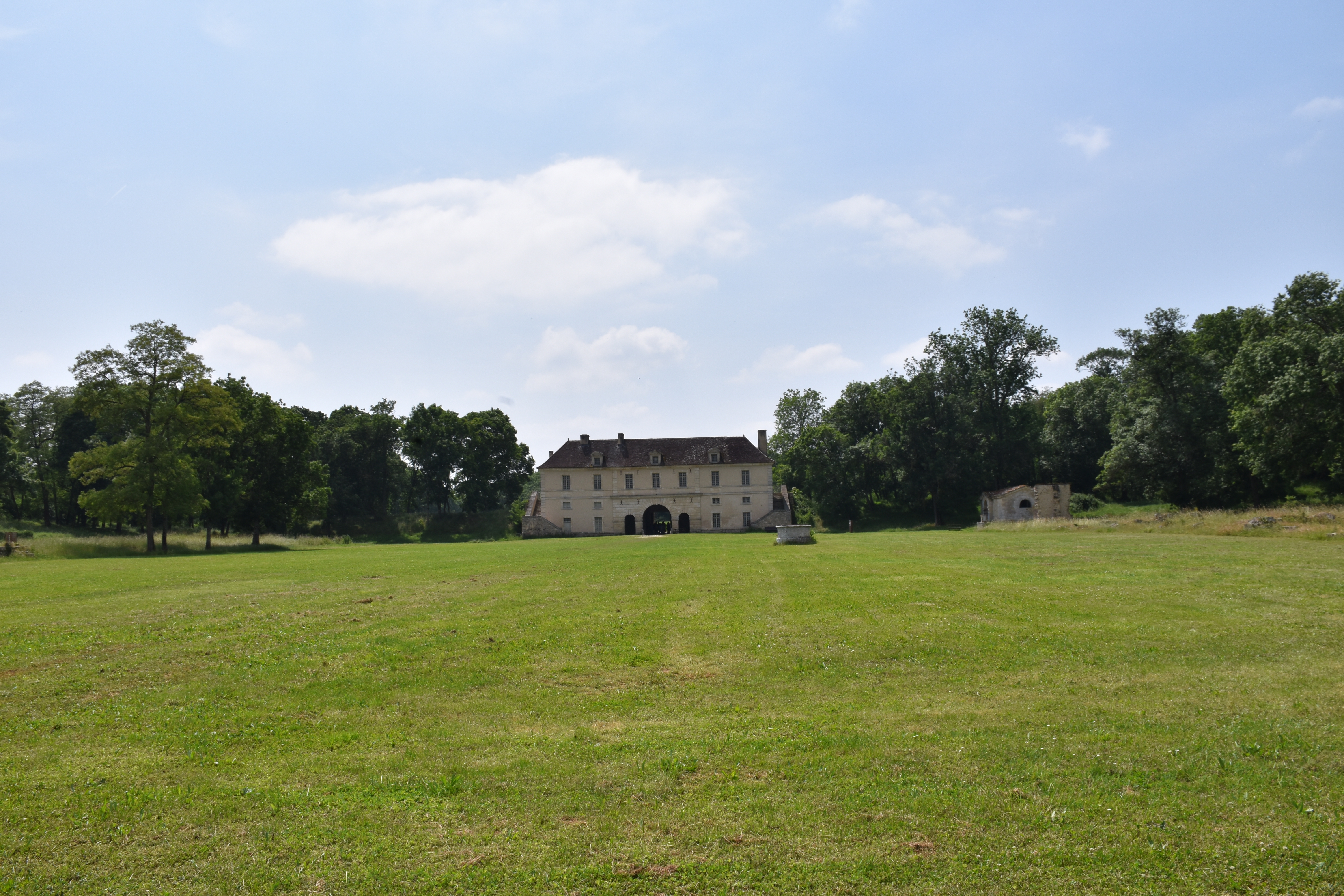

Le casernement sud
Cette construction comportait 40 chambres, chacune desservie par un couloir donnant directement accès à la cour centrale. Ce bâtiment, qui était en mauvais état, a été démantelé entre 1930 et 1950 par des entreprises auxquelles les municipalités de l'époque vendaient des matériaux de construction.

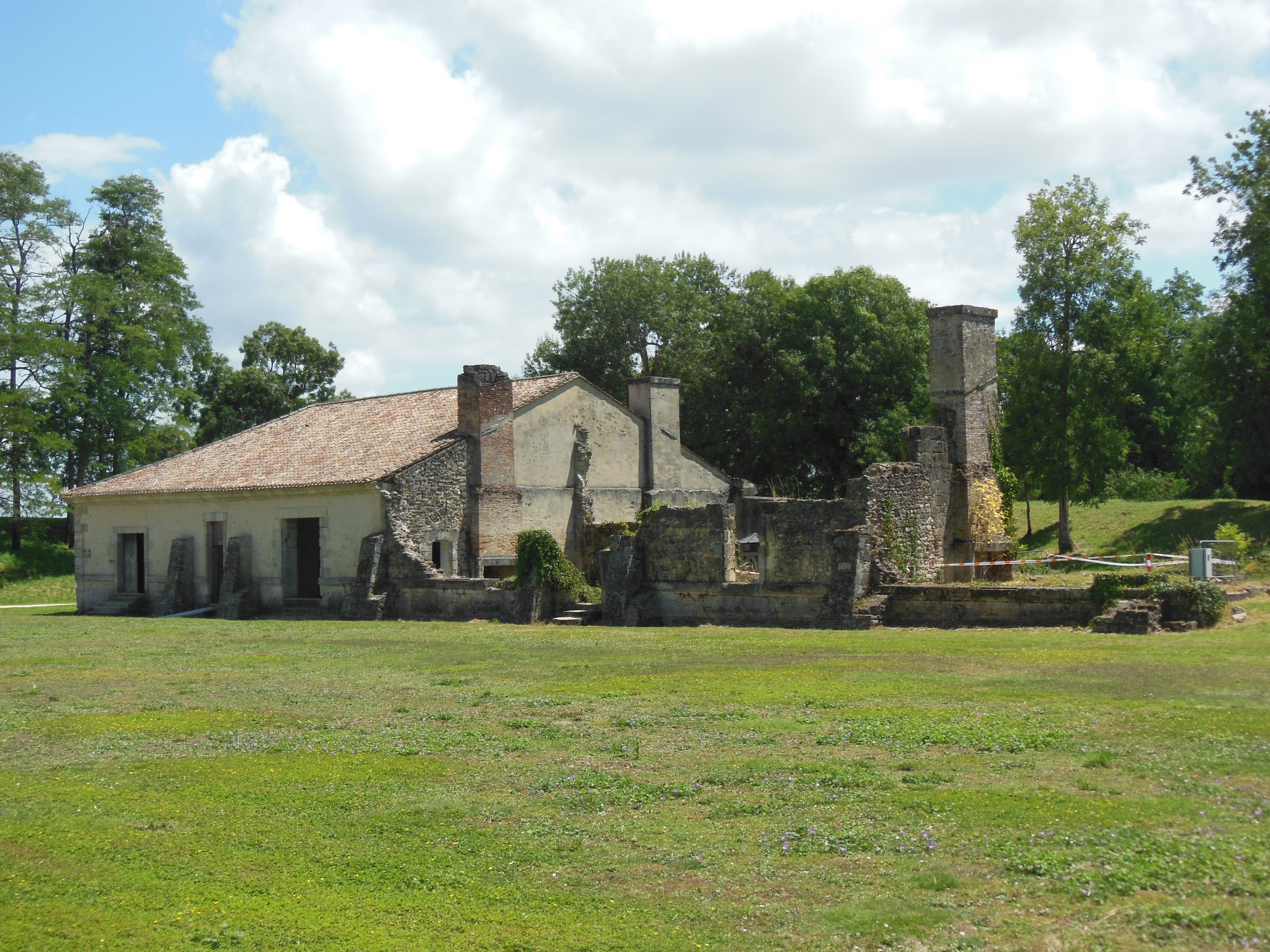
Le casernement sud

La chapelle et les appartements de l'aumônier
Pour éviter que la garnison ne se mêle trop à la population, presque toutes les citadelles construites par Vauban ont leur propre chapelle. Une communauté de frères Minimes s'installent à la citadelle de Blaye. Au Fort Médoc, la présence religieuse est bien plus modeste. Le curé de la paroisse de Cussac vient célébrer la messe ; il est relayé par des aumôniers attachés au fort, qui prodiguent « les soins spirituels dont tout chrétien a besoin », mais également un soutien moral quotidien.
Les aumôniers qui desservent le Fort Médoc sont le plus souvent des religieux venus de couvents parfois lointains. Les querelles ne manquaient pas entre le curé de Cussac et l'aumônier, notamment lorsqu'il s'agissait de procéder aux obsèques d'un des membres de la garnison, qui devait obligatoirement être enterré dans le cimetière paroissial. Mal ou irrégulièrement payés, ces aumôniers disparaissaient parfois pour offrir leurs services rémunérés à quelque curé du Médoc. À partir de la révolution française, il n'y a plus d’aumônier au Fort et la chapelle est transformée en magasin d'artillerie.
La chapelle de Fort Médoc était détruite. Ne subsistait à cet endroit que les piliers des arcades et le soubassement des murs. En 1994, la municipalité, avec le concours de l'AFPA (section taille de pierres) et l'association des Amis du Fort Médoc, décide de reconstruire cette partie de l'édifice. Elle est dotée de deux arcs plein cintre.

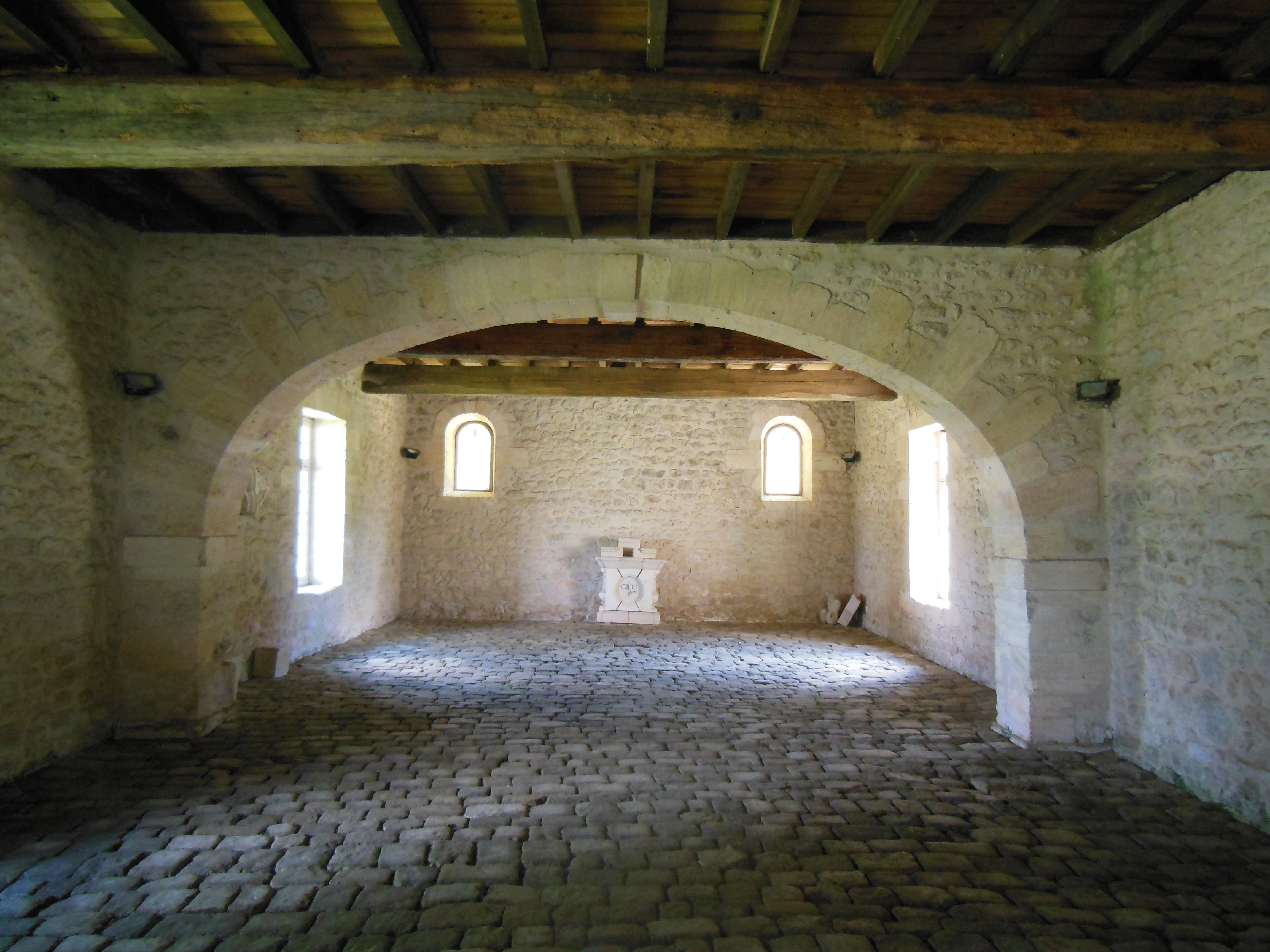
La chapelle reconstruite

Le magasin à poudre ou poudrière
Ce bâtiment est implanté dans le bastion sud-est. Il est destiné à abriter les munitions de la garnison. Construit de la même manière que celui de Blaye, il pouvait contenir près de seize tonnes de poudre à canon. Entouré d'un mur extérieur de protection et d'un couloir de circulation, la poudrière est dotée de murs épais (près d'un mètre) et d'une voûte en plein cintre recouverte de terre et d'un toit très pentu, ce qui la met en principe à l'épreuve des bombes. D'épais contreforts épaulent l'édifice. Les murs sont percés d'évents (sorties d'air) pour assurer la ventilation. Le sol est constitué d'un plancher de bois pour protéger la poudre de l'humidité.

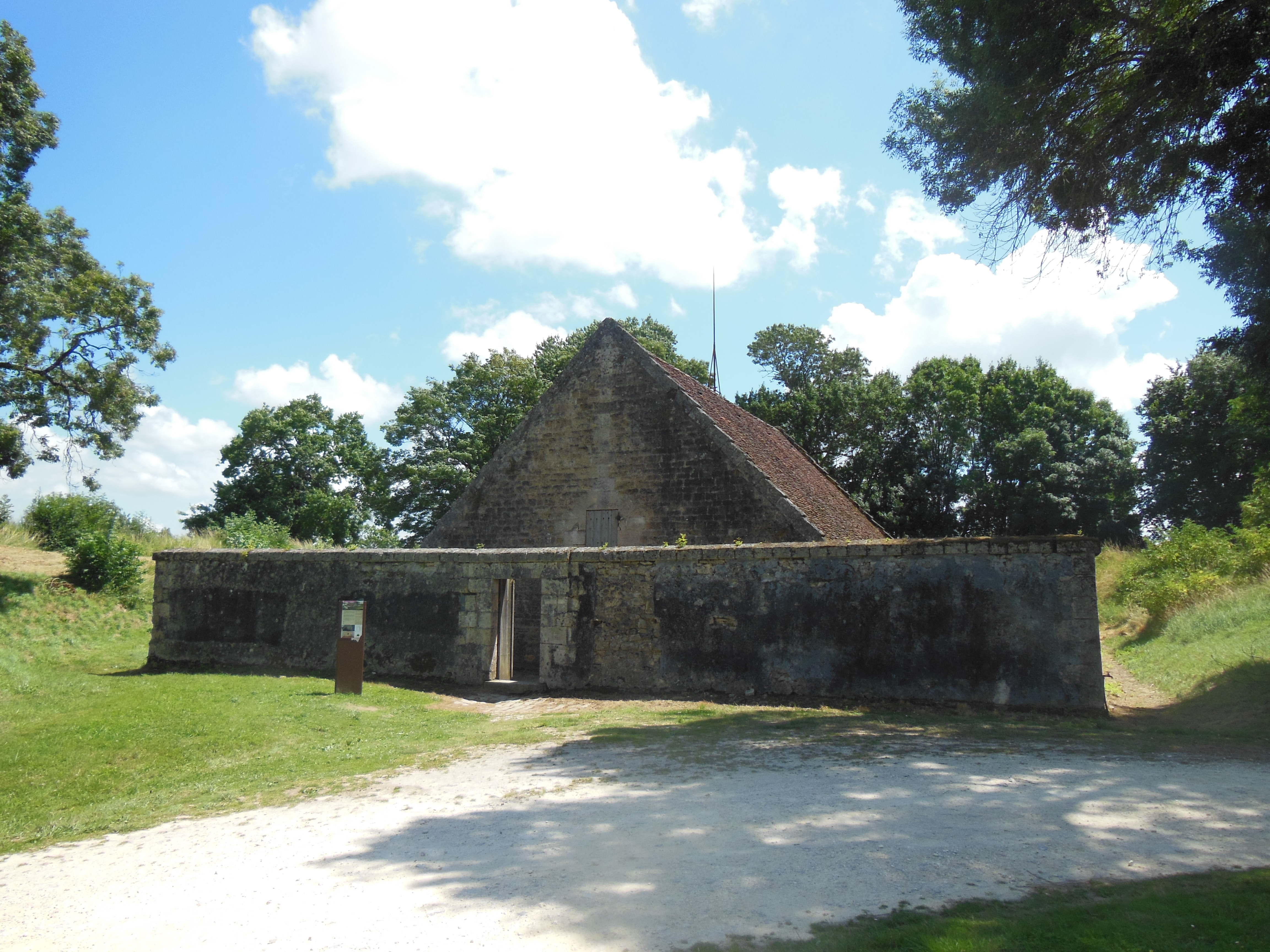
La poudrière
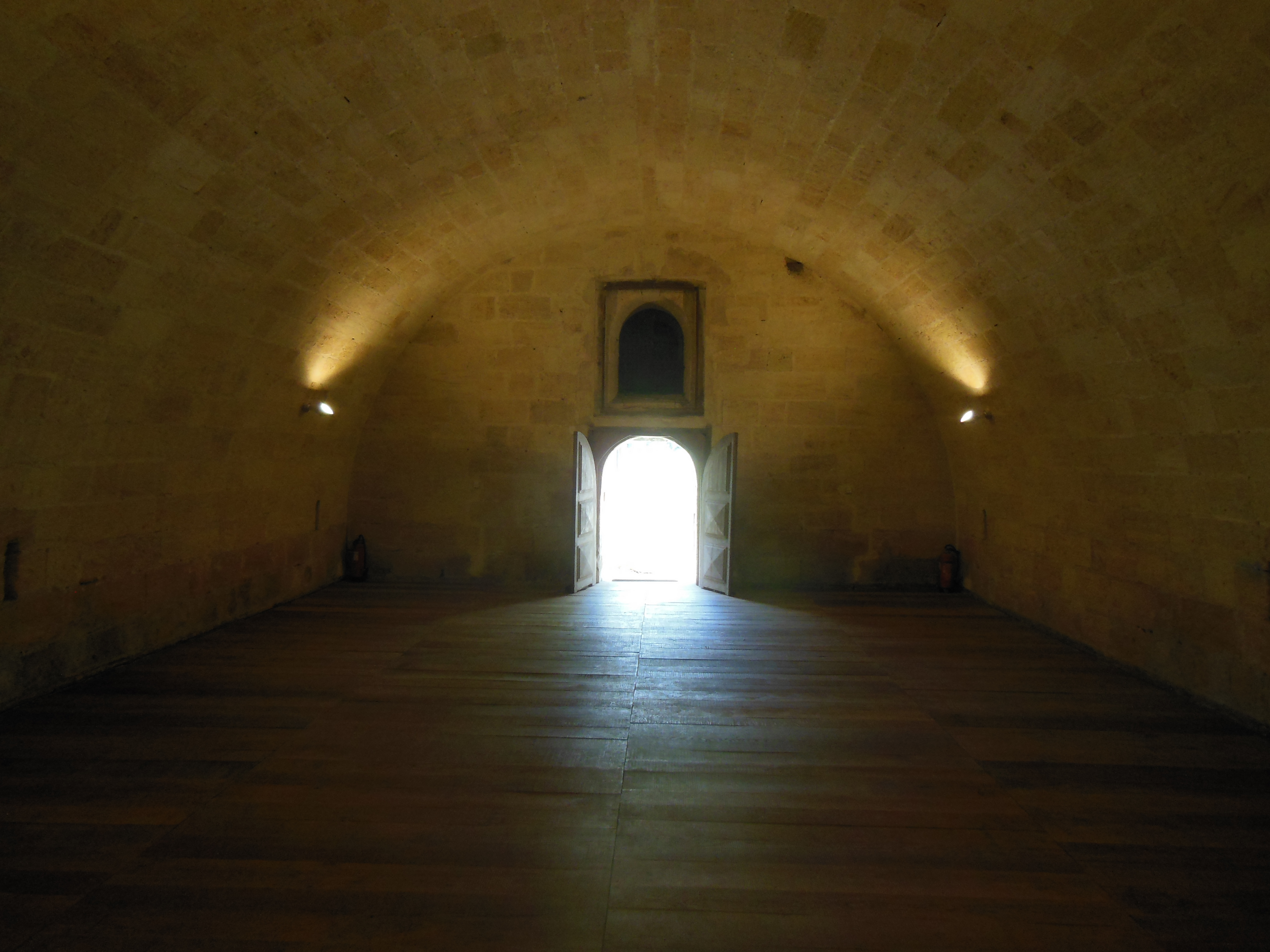
La poudrière (intérieur)

Le bastion du Dauphin
Les magasins à boulet y sont implantés.
Le corps de garde de la Gironde ou de la Mer
Face au fleuve, ce bâtiment est construit de 1691 à 1694. Sa position surélevée d'observation en fait l'élément majeur du fort, lui conférant le rôle de surveillance et de défense de la rive gauche de l'estuaire. Il sert également de péage et de douane pour taxer les bateaux montant à Bordeaux, puisque le chenal de navigation est, depuis le milieu du XVIIe siècle, situé côté Médoc. Il renferme une salle d'armes voûtée, constamment sous les eaux avant que ne soit édifiée une digue de protection. À l'étage, la plateforme est desservie par deux escaliers symétriques permettant d'accéder au corps de garde, ouvert par des arcades plein-cintre côté corps de place et percé de meurtrières côté fleuve. On peut y remarquer quelques graffitis gravés dans la pierre, certains sont de la main de soldats de la garnison.

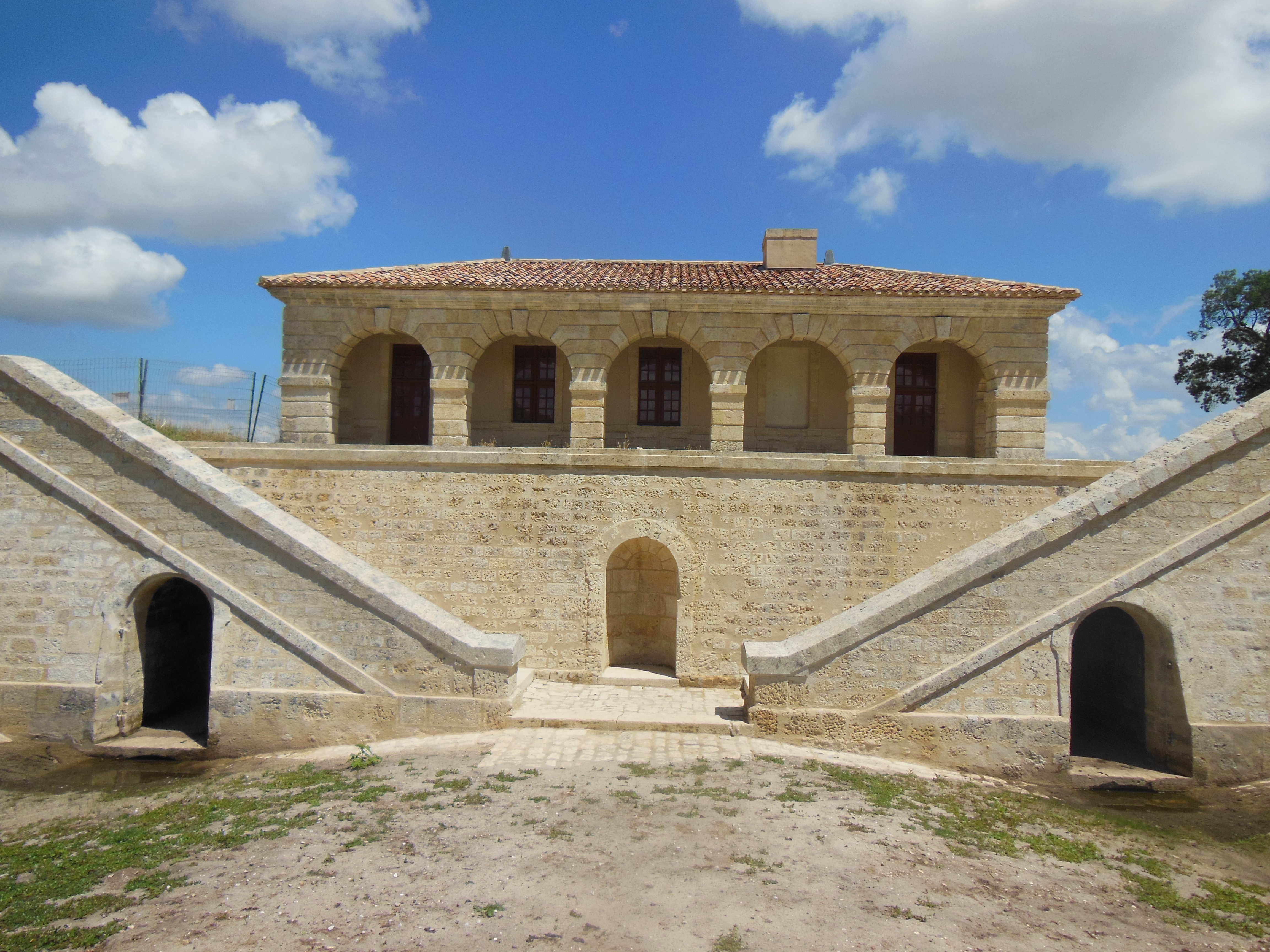
Corps de garde de la Gironde restauré, côté place
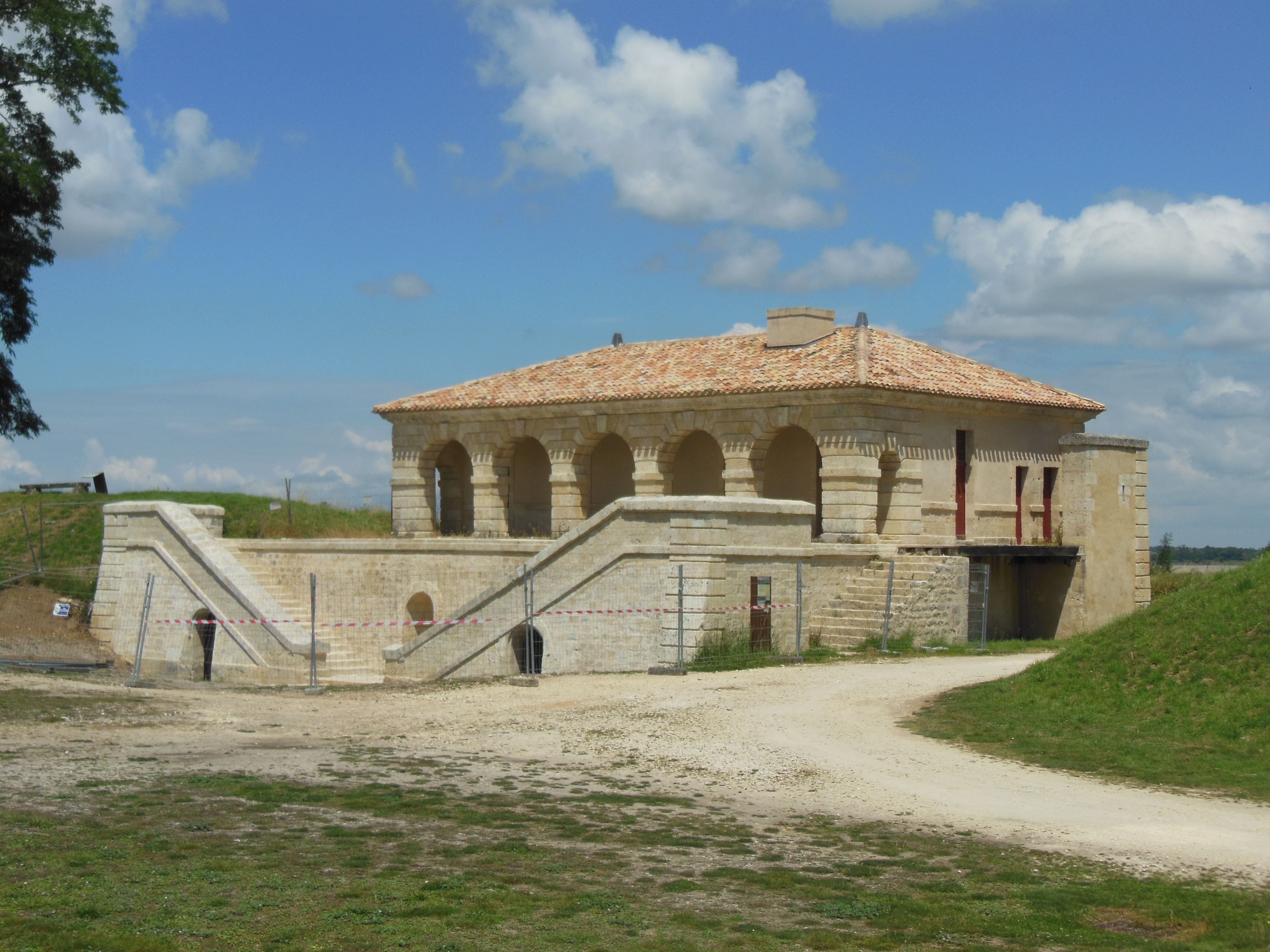
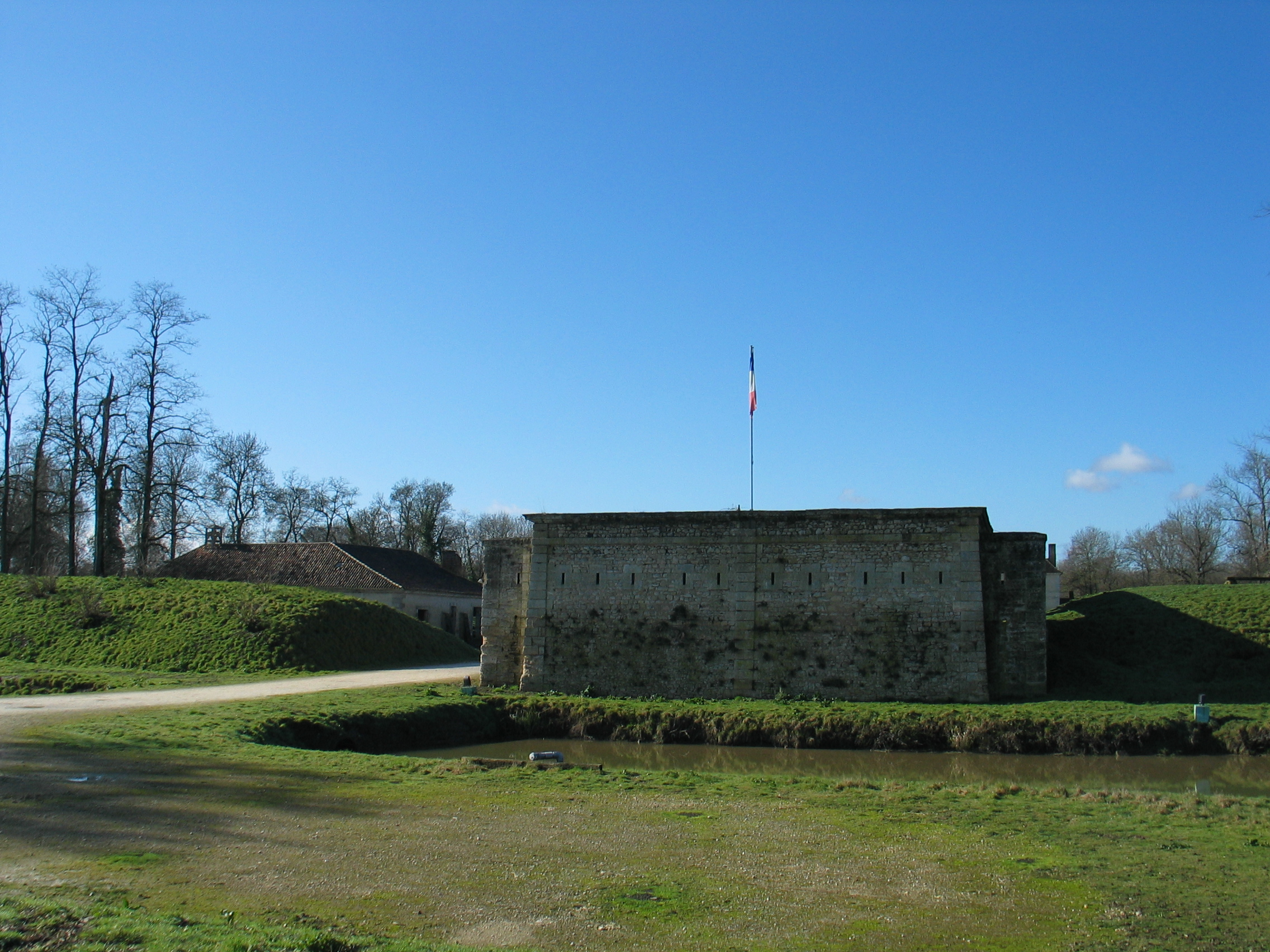
Corps de garde côté fleuve avant restauration, percé de meurtrières
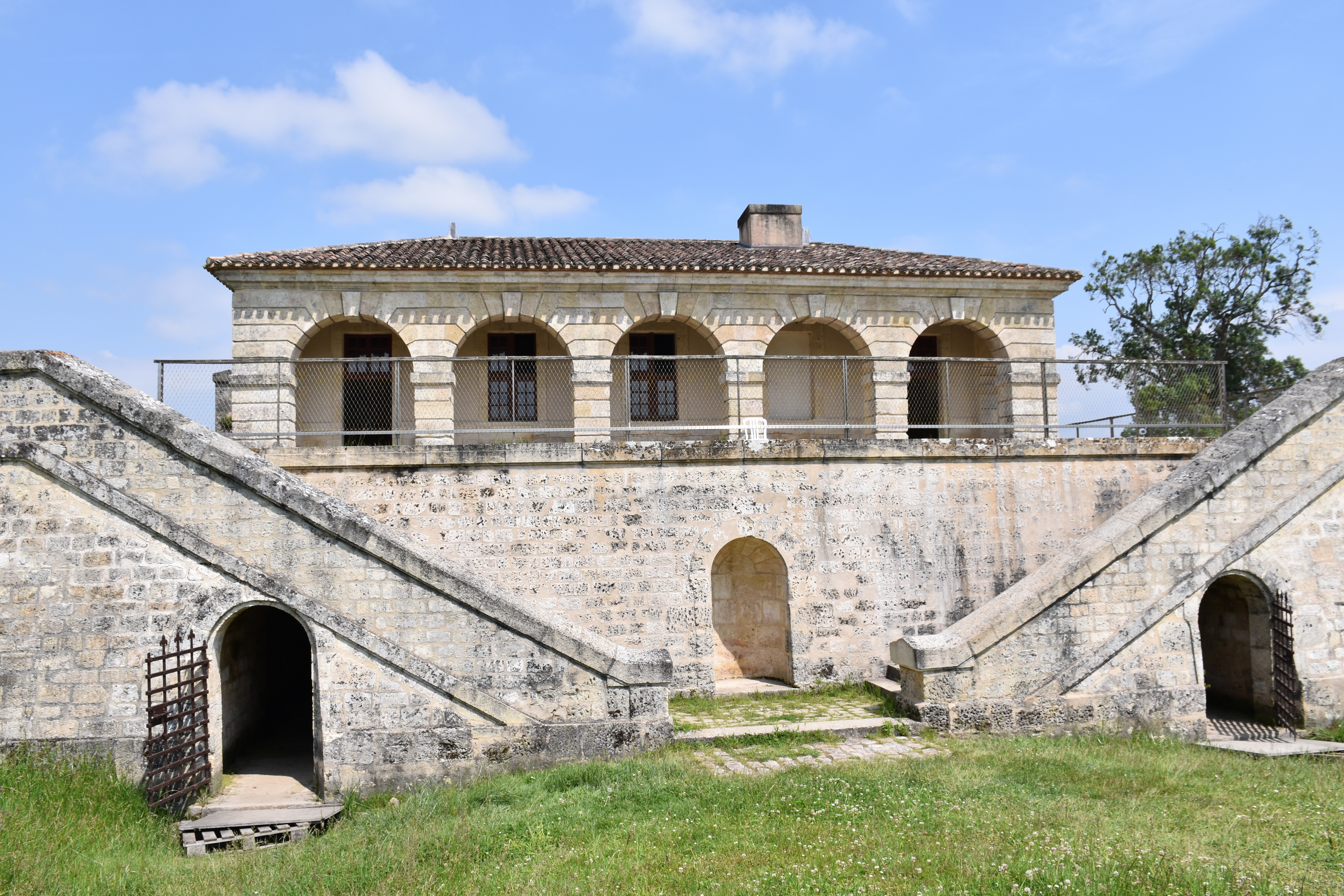
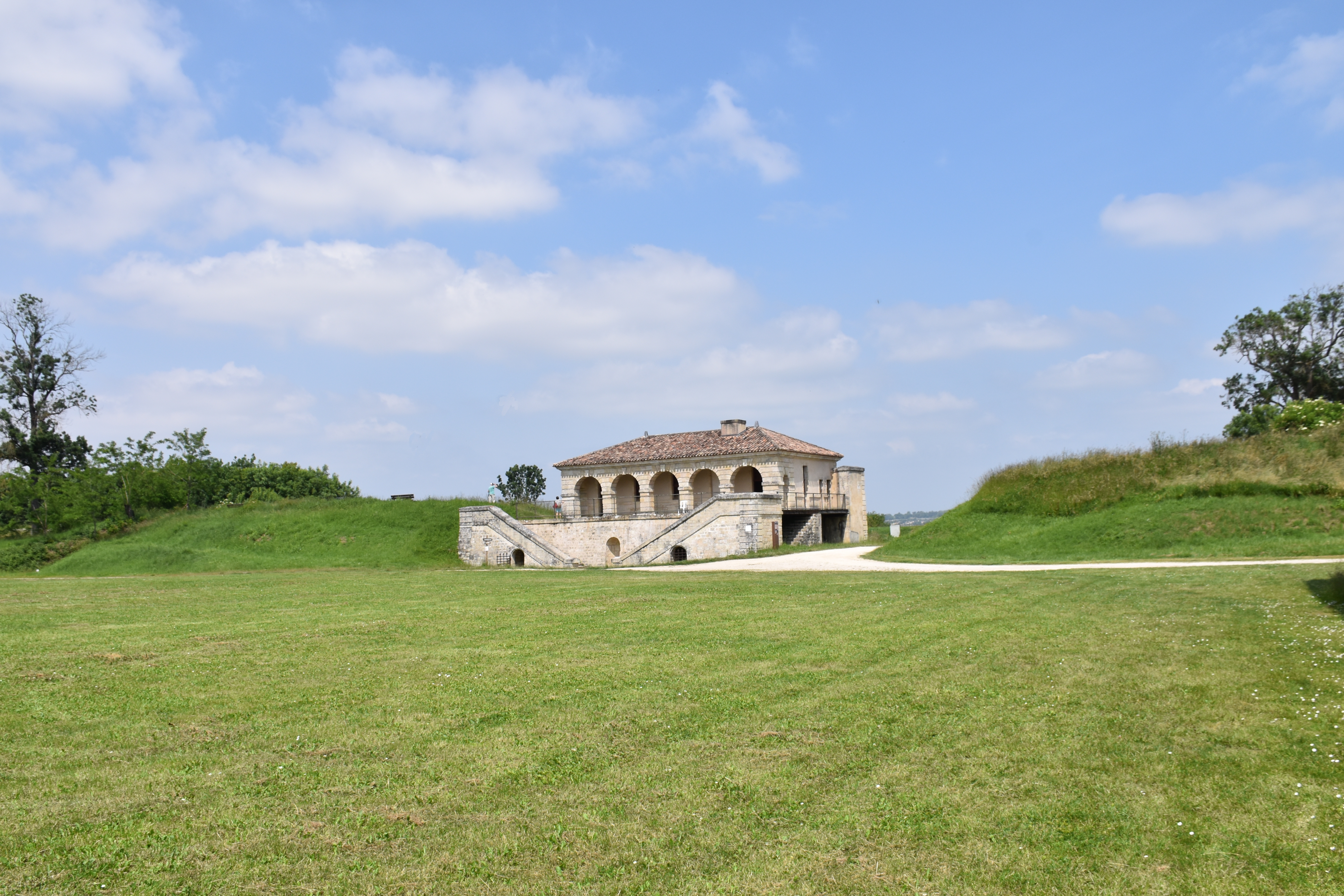
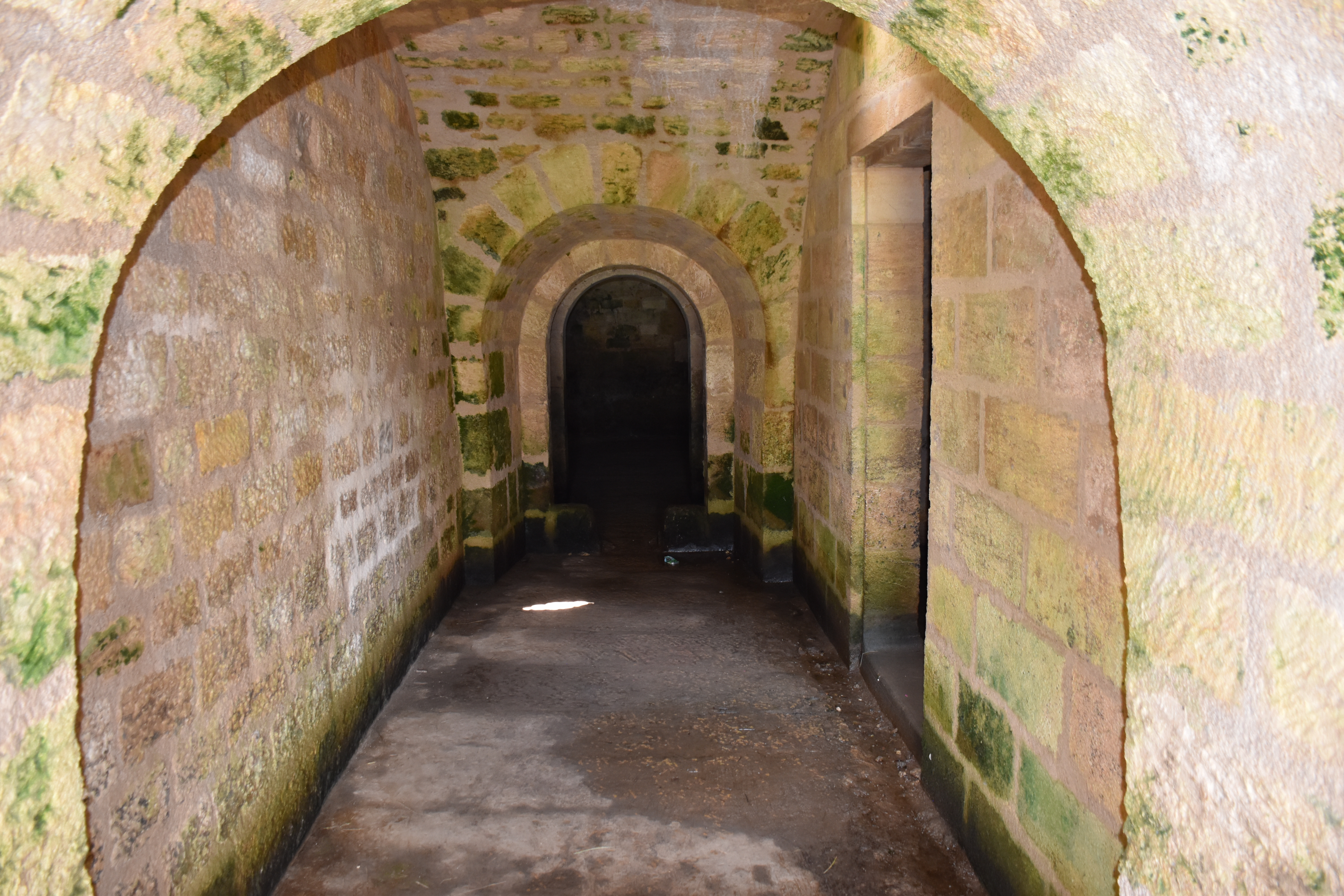

Le bastion de la Gironde
À cet endroit, il ne reste plus rien. La végétation a repris ses droits et la construction a complètement disparu.
La poterne
Au nord du corps de garde la Mer, une poterne signale l'existence d'un système de communication entre l'intérieur et l'extérieur du fort, côté fleuve. Cet ouvrage maçonné est destiné à permettre aux soldats exposés, sur le chemin couvert longeant les douves, de regagner l'intérieur du fort, en cas d'attaque ennemie. Ce passage n'était ouvert qu'en période de conflit. Le reste du temps, les portes d'accès demeuraient closes pour ne pas permettre aux soldats de sortir sans autorisation. Ils devaient alors obligatoirement passer par l'entrée principale.
La brèche pratiquée dans la levée de terre est postérieure et remonte à l'époque révolutionnaire. Elle est aménagée afin de faciliter l'accès au débarcadère. La banquette d'artillerie qui subsiste face au fleuve au sommet de la digue date des améliorations apportées entre 1899 et 1901. Comme pour ses voisins de Blaye et de l'île Pâté, on dote le fort d'une nouvelle batterie pour répondre aux progrès de l'artillerie que la guerre franco-allemande de 1870 a démontrés. Ce poste est désormais capable d'atteindre l'île Nouvelle située au nord du Fort Pâté et donc de frapper toute escadre s'y réfugiant à couvert. 

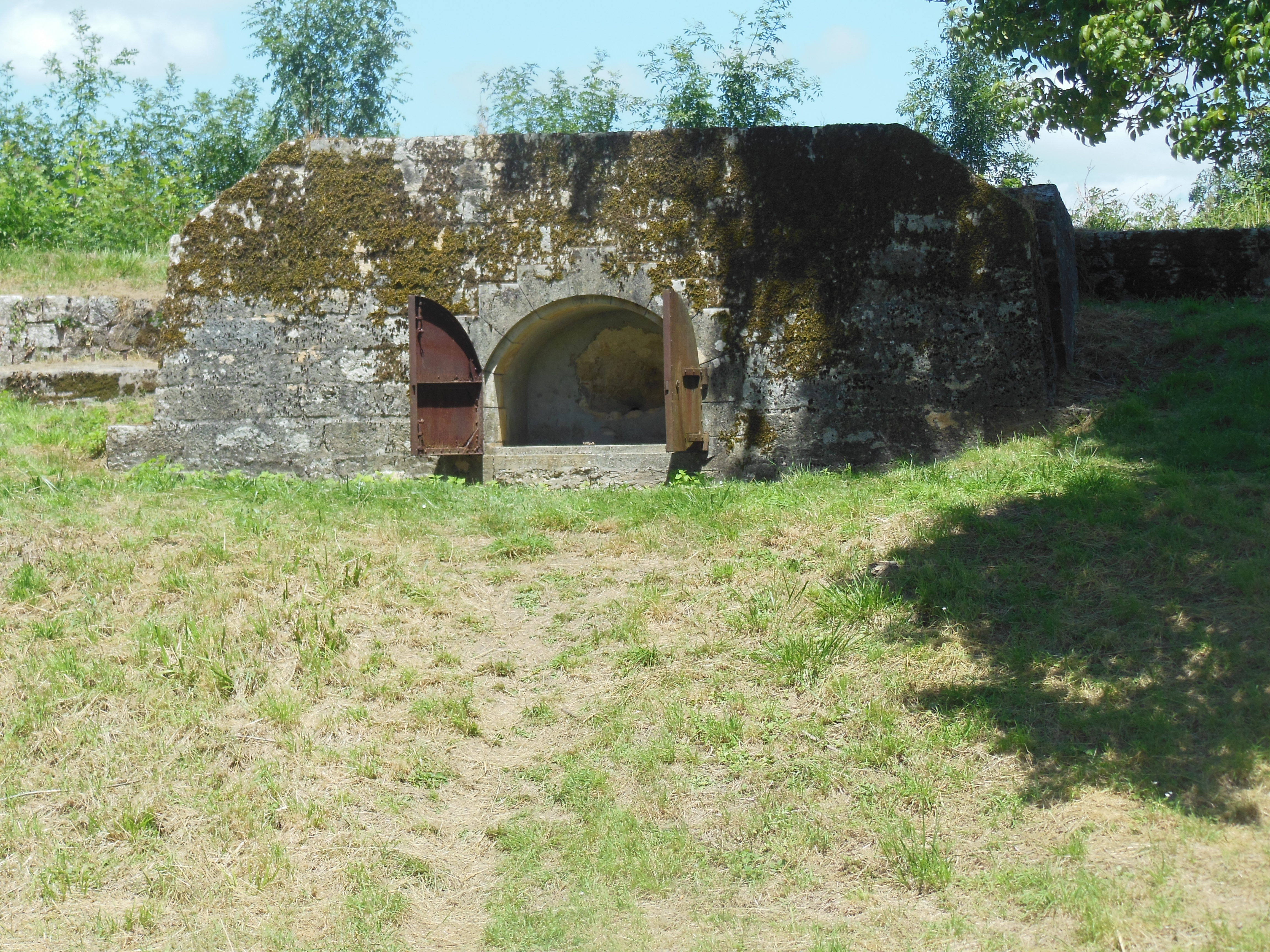
Poterne nord

La boulangerie et la « salle du chirurgien »
Située à l'extrémité est de la caserne nord, la boulangerie est équipée de deux fours à pain, d'une chambre pour le boulanger et d'un grenier où l'on conservait la farine. On pouvait faire cuire jusqu'à 400 rations journalières en cinq fournées. En 2002, la municipalité de Cussac-Fort-Médoc décide de reconstruire ce bâtiment. Pour cela, elle fait de nouveau appel aux tailleurs de pierres de l'AFPA.
C'est dans la salle qui jouxte la boulangerie que le « chirurgien » de garnison exerçait ses fonctions. La chaleur des fours servait ainsi à chauffer la pièce abritant les malades. À l'origine, les bâtiments du Fort-Médoc n'intégrent aucune pièce dédiée aux malades, en dépit des conditions de vie très éprouvantes que connaissent les soldats dès leur installation. Les cas les plus graves sont transportés par bateau vers les services de l'hôpital « civil et militaire » de Blaye pouvant accueillir jusqu'à 15 malades et situé à l'écart de la citadelle, ou plus rarement par route jusqu'à Bordeaux. Sur le plan sanitaire, la garnison du fort est donc nettement moins bien équipée que sa voisine de Blaye.

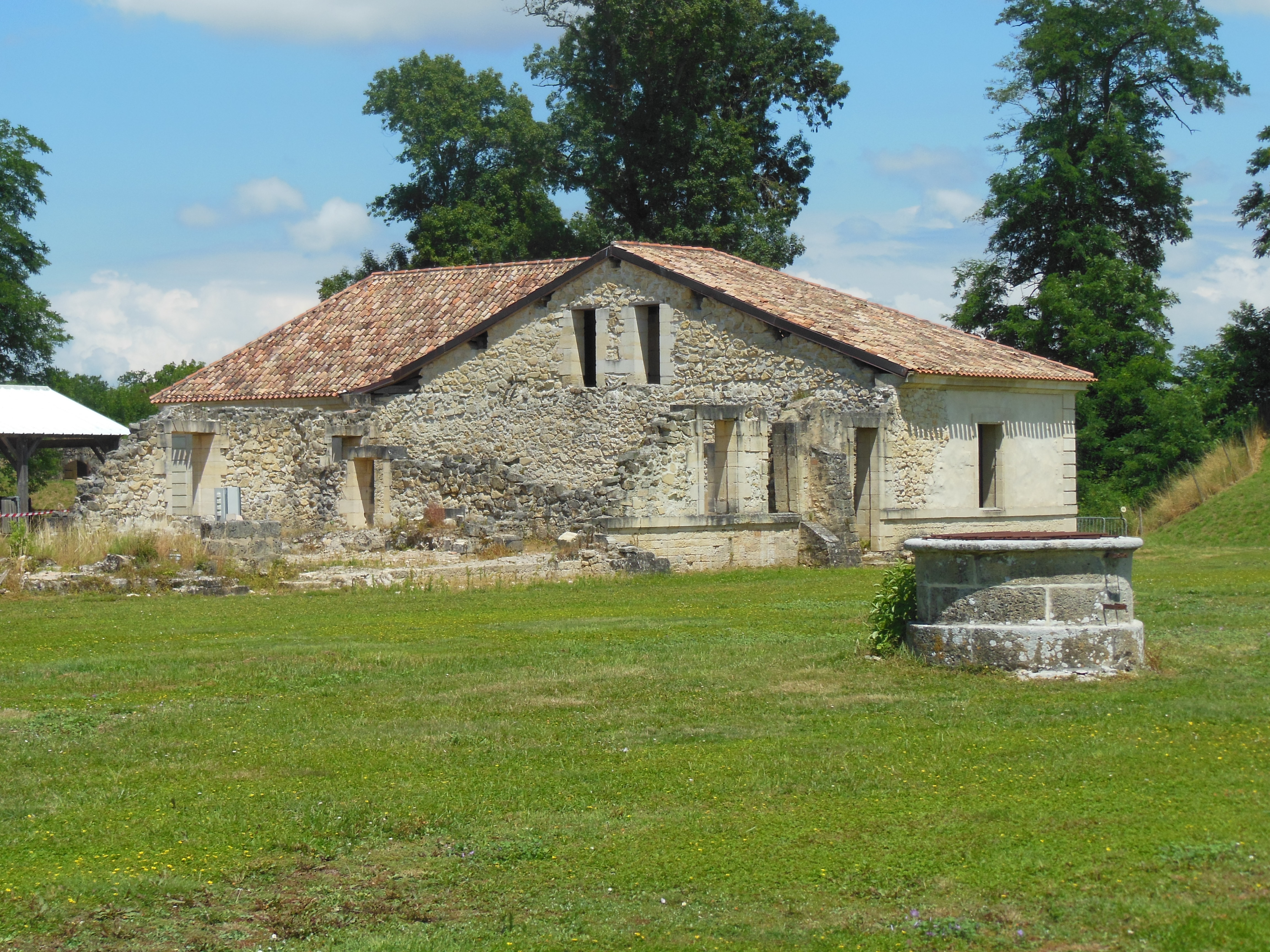
La boulangerie, à l'extrémité de la caserne nord disparue

La citerne
Cet ouvrage est édifié en 1823, à l'ouest de la caserne nord. Avant cela, les deux puits forés dans l'enceinte du Fort fournissait une eau saumâtre, en raison de la proximité de la Gironde, et les soldats devaient aller chercher l'eau à la fontaine du village distante de deux kilomètres pour les besoins de la garnison. Cette réserve d'eau fonctionnait avec un ingénieux système de récupération des eaux pluviales des toitures du casernement nord et du corps de garde royal. L'eau était filtrée à travers une couche de sable constituant un système d'épuration. La citerne pouvait contenir 60 000 litres d'eau. 

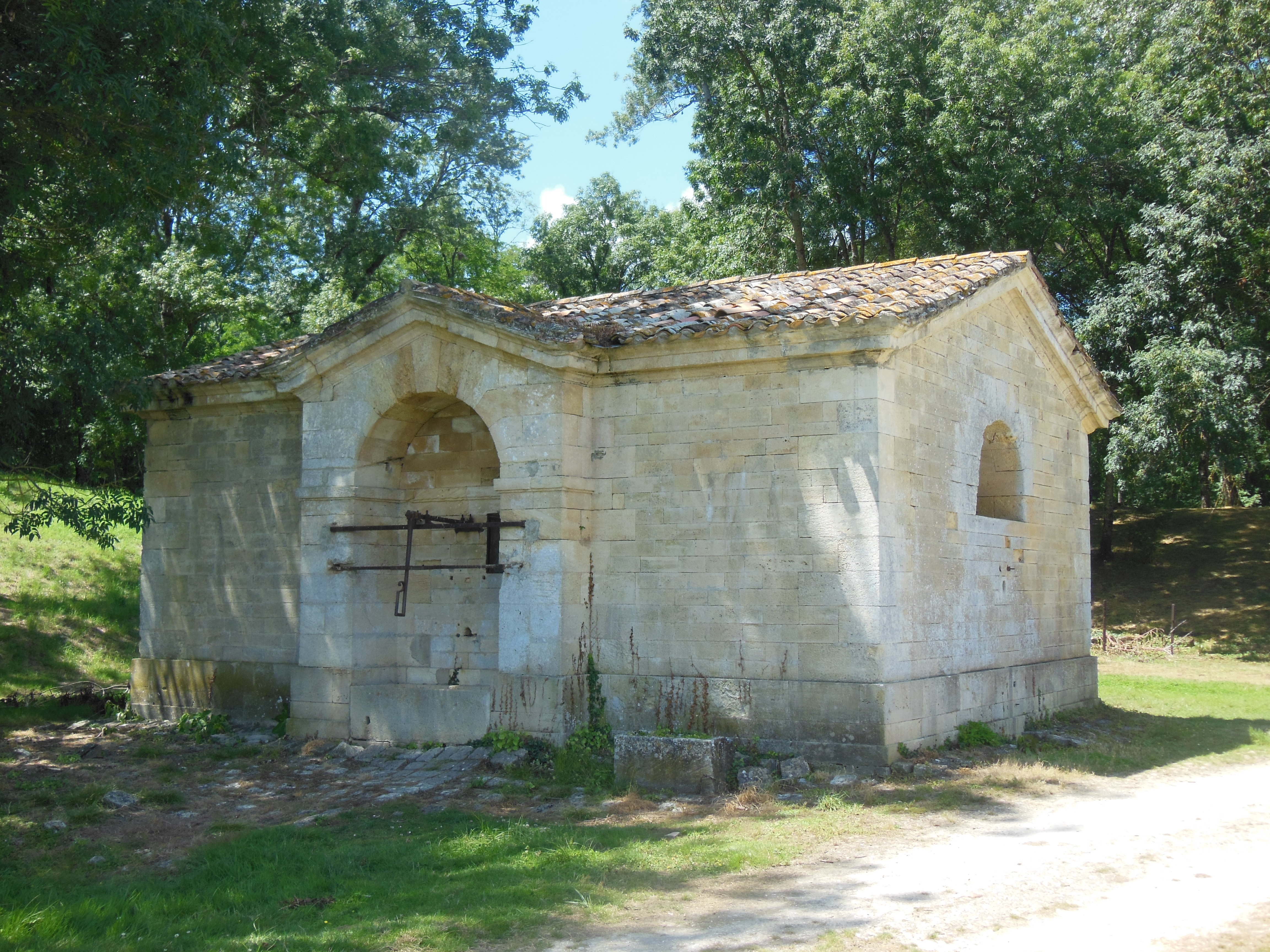
La citerne